# Autocluster Steiermark
Autocluster Steiermark eller ACStyria, är ett kluster av ca 180 företag i det österrikiska förbundslandet Steiermark som alla verkar inom bilindustrin och/eller bilkomponentindustrin.
Autocluster Steiermark har som mål att sammanföra olika företag och på så sätt göra industrin mer konkurrenskraftig. Steiermark är ett av Europas centra för bilindustri med bl.a. tillverkning av bilar hos Magna Steyr i Graz. I Autocluster Steiermark ingår även samarbeten med högskolor i regionen.